# 尤寧鎮區 (密蘇里州巴頓縣)
尤寧鎮區（英語：Union Township）是位於美國密蘇里州巴頓縣的一個行政鎮區。

## 地方資料
尤寧鎮區的面積為93.70平方千米，當中陸地面積為93.41平方千米，而水域面積為0.29平方千米。根據2020年美國人口普查的數據，當地共有人口433人，而人口密度為每平方千米4.62人。